# Casco de Ribchester
El casco de Ribchester es un casco ceremonial romano de bronce que data de entre finales del siglo I y principios del II d. C. y que ahora se exhibe en el Museo Británico. Fue encontrado en Ribchester, Lancashire, Inglaterra en 1796, como parte del tesoro de Ribchester. Se perdió el modelo de una esfinge que se cree coronaba el casco.

## Descripción
El casco no era práctico para proteger a un soldado en la batalla. Estaba destinado a exhibiciones de equitación de élite conocidas como gimnasia hippika o deportes de caballería.

## Procedencia
El casco era parte del tesoro de Ribchester, que fue descubierto en el verano de 1796 por el hijo de Joseph Walton, un fabricante de zuecos. El niño encontró los artículos enterrados en un hueco, a unos tres metros por debajo de la superficie, en un terreno baldío al costado de un camino que conduce a la iglesia de Ribchester, y cerca del lecho de un río. Se pensaba que el tesoro estaría almacenado originalmente en una caja de madera y consistía en los restos corroídos de varios artículos, pero el más grande era este casco. Además del casco, el tesoro incluía una serie de páteras, piezas de un jarrón, un busto de Minerva, fragmentos de dos cuencos, varios platos y algunos otros elementos que el coleccionista de antigüedades Charles Townley pensó que tenían usos religiosos. Se pensaba que los hallazgos habían sobrevivido tan bien porque estaban cubiertos de arena.

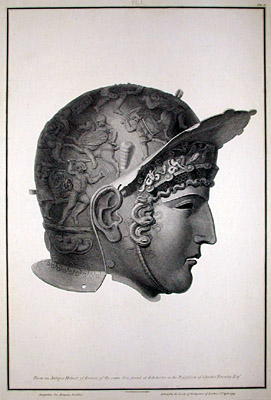
Un grabado de James Basire para Charles Townley.

El casco y otros artículos fueron comprados a Walton por Townley, que vivía cerca en Towneley Hall. Townley era un conocido coleccionista de esculturas y antigüedades romanas, que se representó a sí mismo y a su colección en una pintura al óleo de Johann Zoffany. Townley informó los detalles del hallazgo en una carta detallada al secretario de la Sociedad de Anticuarios, destinada a su publicación en las Actas de la Sociedad: fue su única publicación. El casco, junto con el resto de la colección de Townley, fue vendido al Museo Británico en 1814 por su primo, Peregrine Edward Towneley, quien había heredado la colección a la muerte de Townley en 1805.
Además de los artículos comprados por Townley, también había originalmente una estatuilla de bronce de una esfinge, pero se perdió después de que Walton se la dio a los hijos de uno de sus hermanos para que jugaran con ella. Thomas Dunham Whitaker, que examinó el tesoro poco después de que se descubriera, sugirió que la esfinge podría haber estado unida a la parte superior del casco, ya que tiene una base curva que se ajusta a la curvatura del casco y tiene restos de soldadura. Esta teoría se ha vuelto más plausible con el descubrimiento del Casco Crosby Garrett en 2010, al que se adjunta un grifo alado.

## Importancia

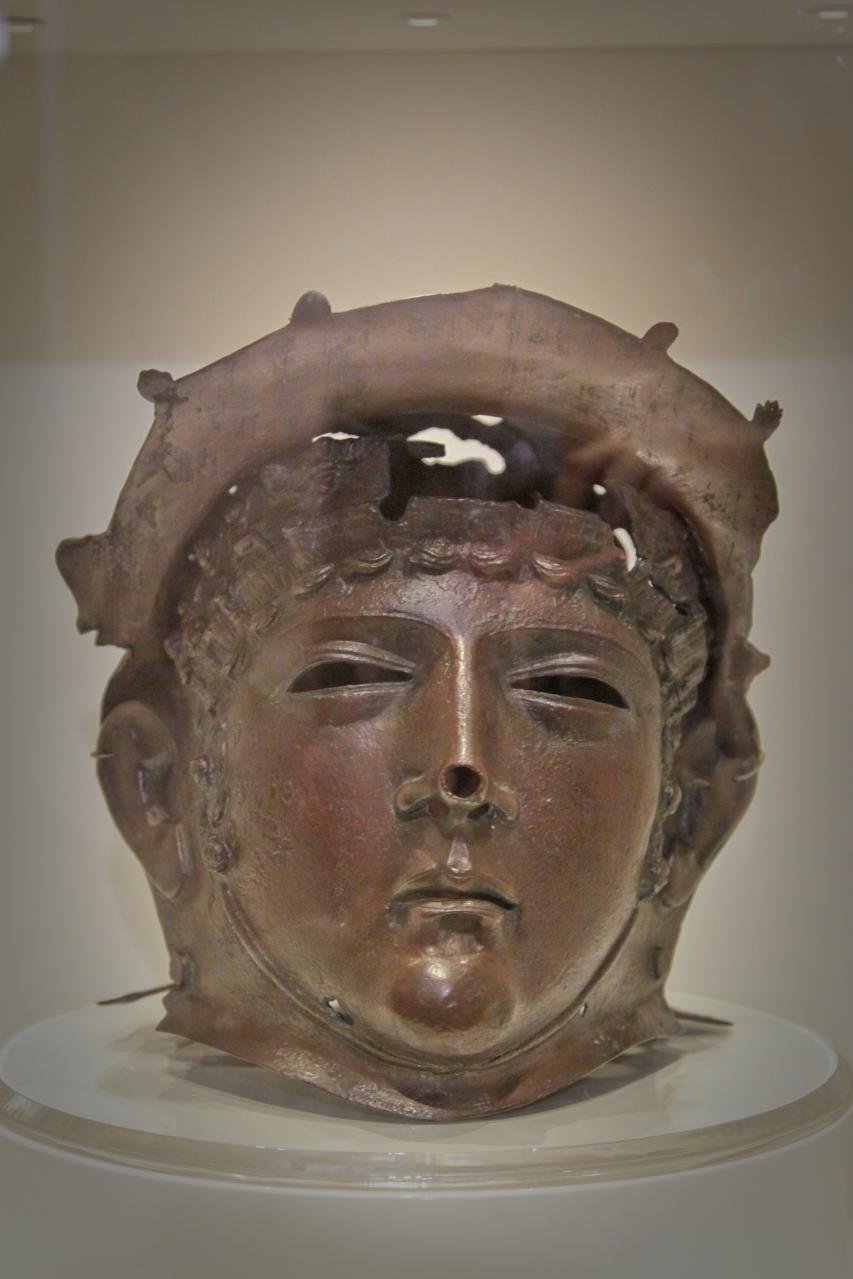
Réplica en exhibición en el Museo Romano de Ribchester.

Solo se han encontrado tres cascos romanos con una cubierta sobre la cara a modo de máscara en Gran Bretaña. Antes del descubrimiento del casco Crosby Garrett en 2010 y el descubrimiento del casco Newstead en 1905, este casco se describía como el casco de mayor calidad encontrado. El casco de Ribchester se encontró corroído pero, al igual que el casco Newstead, en gran parte completo, mientras que el casco Crosby Garret se encontró en 67 fragmentos.
Se sabe que estos cascos se usaban para exhibición debido a las cuentas que dejó Arriano de Nicomedia, quien fue gobernador en la época del emperador Adriano. Arriano describe cómo a los soldados de alto rango o con habilidades particulares se les permitía usar estos cascos en los torneos de caballería o gimnasia hippika.
El casco fue votado como el "segundo mejor hallazgo romano" de Gran Bretaña, detrás de las tablillas de Vindolanda, según una encuesta en el sitio web realizada por el programa de televisión Time Team de Channel 4.